# Калинівка Друга
Кали́нівка Дру́га — селище в Україні, у Калинівській міській громаді Хмільницького району Вінницької області.

## Населення
Населення становить 253 осіб.

### Мова
Розподіл населення за рідною мовою за даними перепису 2001 року:
| Мова       | Кількість | Відсоток |
| ---------- | --------- | -------- |
| українська | 250       | 98.81%   |
| російська  | 2         | 0.79%    |
| білоруська | 1         | 0.40%    |
| Усього     | 253       | 100%     |

## Історія
У серпні 2015 року селище увійшло до складу новоствореної Калинівської міської громади.
12 червня 2020 року, відповідно до Розпорядження Кабінету Міністрів України № 707-р, «Про визначення адміністративних центрів та затвердження територій територіальних громад Вінницької області», увійшло до складу Калинівської міської громади.
19 липня 2020 року, в результаті адміністративно-територіальної реформи і ліквідації Калинівського району, селище увійшло до складу новоутвореного Хмільницького району.

## Транспортне сполучення
В селищі діє станція Калинівка II, де зупиняються дизель-поїзди підвищеного комфорту Вінниця-Хмельницький через Калинівку-1,2, Холонівську, Уладівку, Хмільник, Адампіль, Старокостянтинів, Воронківці, Красилів.